# Sparganothina venezolana
Espèce
Sparganothina venezolana est une espèce de papillons de nuit de la famille des Tortricidae.

## Répartition et habitat
Sparganothina venezolana est décrite du Venezuela.

## Taxinomie
L'espèce Sparganothina venezolana est décrite par Bernard Landry en 2001.